# 艾伯耳2147
艾伯耳2147 是在艾伯耳星系團表中的一個星系團。它位於武仙座超星系團核心內的巨蛇瘤內，在武仙座星系團的西南南方約2度。考慮到它與武仙座星系團同為5億5,000萬光年的距離與相同的紅移，艾伯耳2147實際上很可能是武仙座星系團的一部分。
這個星系團的成員大多是黯淡、小且分散的星系。

## 外部連結
- Image
- Numerous images （页面存档备份，存于） from the Chandra X-ray Observatory
- Image showing location relative to other Abell clusters （页面存档备份，存于）

| 天文學目錄 | 天文學目錄 | 天文學目錄 |
| ---------- | ---------- | ---------- |